# 케빈 스미스
케빈 스미스(Kevin Smith, 1970년 8월 2일 ~ )는 미국의 영화 감독, 배우, 코메디언, 만화가, 작가, 팟캐스터이다.

## 작품 목록

### 영화
- 점원들 (1994)
- 몰래츠 (1995)
- 체이싱 아미 (1997)
- 도그마 (1999)
- 제이 앤 사일런트 밥 (2001)
- 저지 걸 (2004)
- 점원들 2 (2006)
- 잭 앤 미리 포르노 만들기 (2008)
- 캅 아웃 (2010)
- 거친 녀석들: 거침없이 쏴라 (2011)
- 터스크 (2014)
- 요가 호저스 (2016)
- 홀리데이즈 - "Halloween" (2016)
- 제이 앤 사일런트 밥 겟 어 리부트 (2019)
- Killroy Was Here (예정)